# (18170) Ramjeawan
(18170) Ramjeawan (2000 QW2) – planetoida z pasa głównego asteroid okrążająca Słońce w ciągu 4,37 lat w średniej odległości 2,67 j.a. Odkryta 24 sierpnia 2000 roku.